# 中田珠未
中田 珠未（なかだ たまみ、1997年12月21日 - ）は、日本の女子バスケットボール選手である。ポジションはセンター。ENEOSサンフラワーズ所属。東京都出身。

## 来歴
小学校では吹奏楽をしていたが、進学した麹町学園女子中学校の吹奏楽部にはやりたい楽器がなかったため断念、当時既に身長170cmを超えていたためバスケットボール部とバレーボール部から勧誘を受け、仲良くなったクラスメイトに釣られてバスケを始めた。
明星学園高等学校から早稲田大学に進み、2年時にユニバーシアード日本代表として銀メダル獲得。
3年時にはジャカルタアジア大会に出場する日本B代表に選出され、銅メダル獲得。
2019年ユニバーシアードにも2大会連続で選出。同年にはアジアカップに出場する日本A代表に谷村里佳に代わる追加招集として学生唯一選ばれ、金メダル獲得。
2020年4月、ENEOSサンフラワーズへ加入。
2022年、3x3女子日本代表に選出される。

## 経歴
- 明星学園高 - 早稲田大 - ENEOSサンフラワーズ

## 日本代表歴
5人制
- 2017 ユニバーシアード 準優勝
- 2018 アジア大会 3位
- 2019 ユニバーシアード
- 2019 FIBAアジアカップ 優勝
- 2021 FIBAアジアカップ 優勝

3x3
- 2022 ワールドカップ 13位